# Иткин, Михаил Соломонович
Михаи́л Соломо́нович И́ткин (1913—1978) — советский тренер по боксу. В течение нескольких десятилетий тренировал начинающих боксёров в московском дворце спорта «Крылья Советов», личный тренер таких титулованных советских боксёров как Олег Григорьев, Евгений Фролов, Ричард Карпов и др. Заслуженный тренер СССР (1960). Отличник физической культуры (1956).

## Биография
Родился в 1913 году в Москве.
В молодости активно занимался боксом, выступал на различных соревнованиях, в частности во время Великой Отечественной войны становился чемпионом Москвы в этом виде спорта.
После завершения спортивной карьеры перешёл на тренерскую работу. В течение многих лет работал тренером по боксу в секциях добровольных спортивных обществ «Трудовые резервы» и «Крылья Советов».
За долгие годы тренерской деятельности подготовил ряд титулованных боксёров, добившихся успеха на международной арене. Один из самых известных его воспитанников — заслуженный мастер спорта Олег Григорьев, чемпион летних Олимпийских игр в Риме, участник Олимпийских игр в Токио, трёхкратный чемпион Европы, шестикратный чемпион СССР. Его подопечным был заслуженный мастер спорта Евгений Фролов, серебряный призёр токийской Олимпиады, многократный чемпион СССР. Другой его ученик, мастер спорта Ричард Карпов, участвовал в Олимпийских играх в Мельбурне, четыре раза побеждал на первенствах Советского Союза. Воспитал известного советского боксёра и тренера Владимира Тренина. Был первым тренером известного мастера единоборств Тадеуша Касьянова, который начал свой путь в боксе именно под руководством Иткина.
За выдающиеся достижения на тренерском поприще в 1960 году Михаил Иткин удостоен почётного звания «Заслуженный тренер СССР».
Умер в 1978 году.